# ヴェレニア (小惑星3551番)
ヴェレニア (3551 Verenia) は、アモール群の小惑星。R・スコット・ダンバーがパロマー天文台で発見した。名前の由来は不明。なお、日本語で表記すると「ヴェレニア」になる小惑星がもう一つ存在する (21660 Velenia)。
MUSES-C（はやぶさ）後継機の探査対象候補として検討されたこともある。